# Cerophysa biplagiata
Cerophysa biplagiata es un coleóptero de la familia Chrysomelidae.
Fue descrita científicamente en 1885 por Duvivier.